# Idioma ahom
El idioma ahom, también llamado tai ahom, fue hablado por el pueblo ahom que gobernaron la mayor parte de Assam entre 1228 y 1826. Actualmente el idioma todavía se utiliza  como lengua litúrgica, aunque no se habla en la vida cotidiana.
El ahom se extinguió como lengua viva a finales del siglo XIX. El idioma asamés moderno es una lengua indo-aria. Posee su propio sistema de escritura.

## Historia
El pueblo ahom y su idioma se originan en Yunnan en el suroeste de la China, y ellos migran hacia la península del sur este de Asia y el norte de Myanmar.

## Clasificación
El idioma ahom pertenece a la subfamilia tai de las lenguas tai-kadai.